# Gryon
Gryon est une commune suisse du canton de Vaud, située dans le district d'Aigle. Le village entier et la zone de Taveyanne font partie de l’Inventaire fédéral des sites construits à protéger en Suisse.

## Géographie

### Localisation

Photo aérienne (1964).

Gryon est située dans les Préalpes vaudoises, à 1 114 m d'altitude, à 9 km à vol d'oiseau au sud-est de la ville d'Aigle. Le village est implanté sur un flanc sud de la montagne, sur les hauteurs de la vallée de la rivière Avançon, à l'ouest du massif des Diablerets, près de 700 m d'altitude plus haut que la vallée du Rhône. Le point culminant de la commune atteint 2 620 m sur les pentes du mont Culan et le point le plus bas est de 680 m d'altitude, à Peuffeyre.
Le territoire de Gryon s'étend sur 15,22 km2. Lors du relevé de 2013-2018, les surfaces d'habitations et d'infrastructures représentaient 12,9 % de sa superficie, les surfaces agricoles 27,4 %, les surfaces boisées 51,6 % et les surfaces improductives 8,1 %.
Les communes voisines de Gryon sont Bex, Ollon et Ormont-Dessus.
Le village entier et la zone de Taveyanne font partie des sites construits à protéger en Suisse (ISOS).

### Transports
La commune est reliée par la route depuis Bex, et par le chemin de fer Bex-Villars-Bretaye (BVB). Le réseau routier public de la commune est de 45 km.

## Toponymie
Gryon est attesté en tant que « Griuns » en 1189 et 1194, « Grions » en 1250, « Grion » en 1252 et « Gryon » en 1323. L'origine du nom de la commune n'est pas certaine. Il est possible que le nom vienne du latin « creta », « craie », avec un dérivé « -ōne ».

## Histoire
La première mention de Gryon en tant que Griuns remonte à 1189 et ensuite la commune était connue sous le nom Grion jusqu'à 1867. Le territoire appartint à la région de Bex avant 1189, mais ensuite grâce à une donation de Peter von Gruins le territoire devint progressivement propriété de l'abbaye de Saint-Maurice. 
Pendant le régime bernois (1484-1798), Gryon gagne un statut particulier, elle reste sous la juridiction de l'abbaye de Saint-Maurice (cour de justice à Gryon et appels à Salaz). En outre la commune avait un Conseil général. Jusqu'à la Réforme (vers 1539), Gryon fit partie de la paroisse de Bex dans le diocèse de Sion. 
À la fin du XVIIe siècle, Berne s'attribua les forêts du gouvernement d'Aigle pour l'usage des salines, ce qui provoqua à Gryon de fortes tensions. 
Après l'effondrement de l'Ancien Régime, Gryon fit partie du canton de Léman (1798-1803, ensuite le canton de Vaud après l'Acte de Médiation). En 1798, il fut attribué au district d'Aigle.  

Au cours de la deuxième moitié du XIXe siècle, la région s'ouvrit sur l'extérieur avec la route carrossable (1857) et le chemin de fer à crémaillère (Bex-Gryon-Villars-Chesières (BGVC), 1900). En 1895 l'usine électrique de la Peuffeyre est construite. Ensuite en 1942 les deux lignes, BGVC et Villars-Bretaye ont fusionné pour former une nouvelle voie Bex-Villars-Bretaye (BVB).

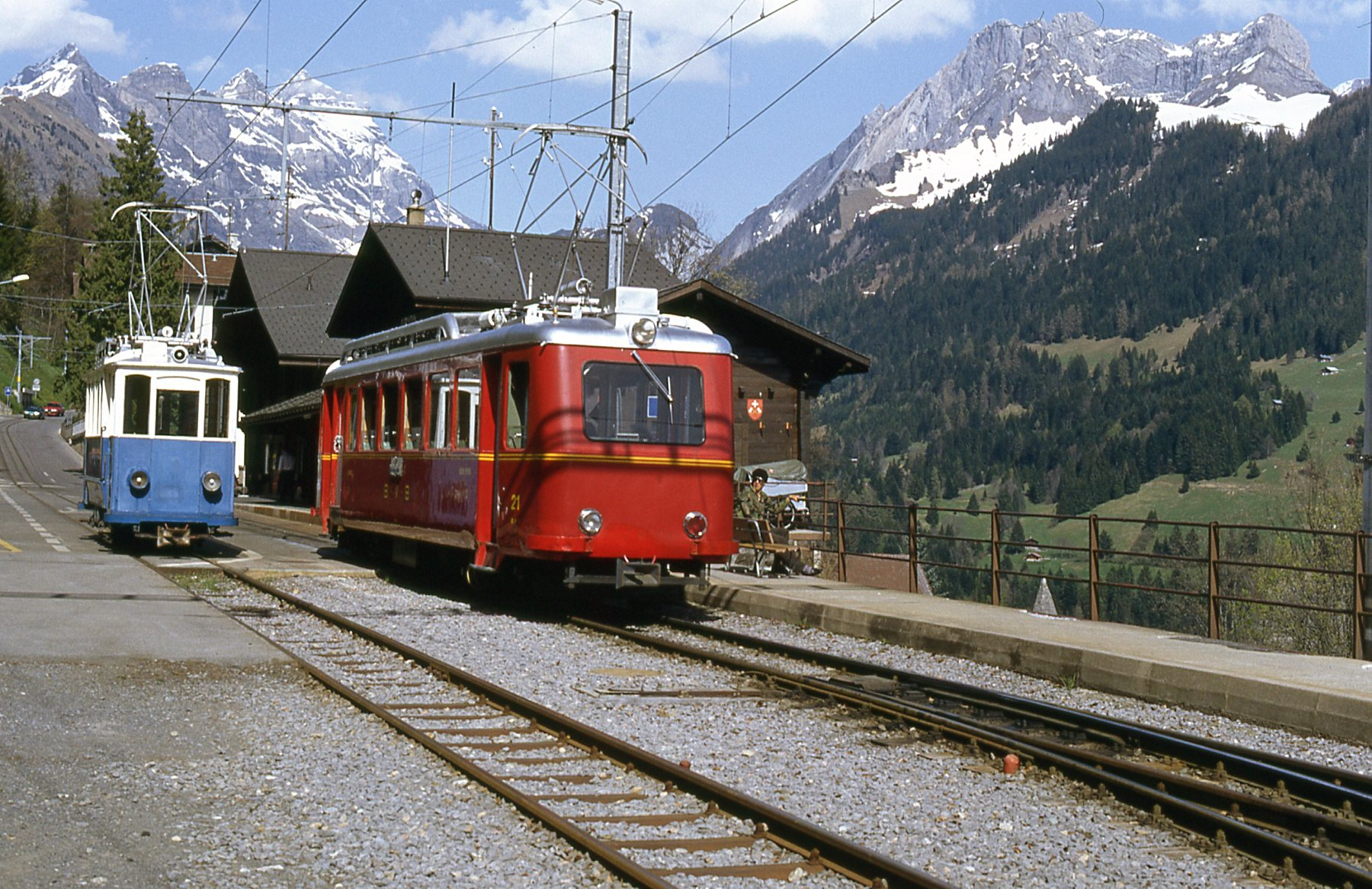
Les vieux trains de BVB à Gryon.

Ses dernières années (1871-1876), le poète Juste Olivier vécut à Gryon où sa célèbre chanson de la Mi-été de Taveyanne fut chantée pour la première fois en 1869. Successivement, il publia son œuvre Sentiers de Montagne en 1875 qui ancra son nom dans l'histoire de Gryon grâce à sa contribution à la commune. À sa suite, Lausannois et Genevois passent l'été à Gryon ; le premier chalet de vacances a été construit en 1860. Dès les années 1900, le tourisme hivernal est introduit avec l'apparition de ski et par la suite, en 1956, la télécabine des Chaux a été réalisé qui a été suivi par plusieurs remontées mécaniques. Dès 1970, un complexe touristique se développe sur l'Alpe des Chaux. Le pont sur la Gryonne (construit initialement en 1901) a été reconstruit en 1980.

## Population

### Gentilé et surnom
Les habitants de la commune se nomment les Gryonnais[source insuffisante], les Gregnérands ou quelquefois les Griyenèrins.
Ils sont surnommés les Tatchis ou les Taquis (soit ceux qui portent des sacs de montagne en patois vaudois),.

### Démographie

#### Évolution de la population
Gryon compte 1 387 habitants au 31 décembre 2022 pour une densité de population de 91 hab/km2. Sur la période 2010-2019, sa population a augmenté de 13,3 % (canton : 12,9 % ; Suisse : 9,4 %).  

#### Pyramide des âges
En 2020, le taux de personnes de moins de 30 ans s'élève à 29,2 %, au-dessous de la valeur cantonale (35 %). Le taux de personnes de plus de 60 ans est quant à lui de 29,2 %, alors qu'il est de 21,9 % au niveau cantonal.
La même année, la commune compte 707 hommes pour 669 femmes, soit un taux de 51,4 % d'hommes, supérieur à celui du canton (49,1 %).
| Hommes | Classe d’âge | Femmes |
| ------ | ------------ | ------ |
| 0,3    | 90 ans ou +  | 0,6    |
| 8,3    | 75 à 89 ans  | 8,1    |
| 19,4   | 60 à 74 ans  | 21,7   |
| 23,5   | 45 à 59 ans  | 22,1   |
| 19,1   | 30 à 44 ans  | 18,7   |
| 14,3   | 15 à 29 ans  | 14,1   |
| 15,1   | - de 14 ans  | 14,8   |

| Hommes | Classe d’âge | Femmes |
| ------ | ------------ | ------ |
| 0,5    | 90 ans ou +  | 1,4    |
| 6,1    | 75 à 89 ans  | 8,2    |
| 13,3   | 60 à 74 ans  | 14,3   |
| 21,5   | 45 à 59 ans  | 21,2   |
| 22,0   | 30 à 44 ans  | 21,4   |
| 19,6   | 15 à 29 ans  | 18,0   |
| 16,9   | - de 14 ans  | 15,5   |

## Économie
Jusqu'à la deuxième moitié du XIXe siècle, Gryon vivait principalement de l'agriculture. À partir de la moitié du XIXe siècle les gryonnais passèrent d'une économie essentiellement agricole à la naissance du tourisme et de ses corollaires. Avec l'ouverture en 1875 de la route reliant Gryon à la vallée du Rhône, le tourisme prit son essor. Le secteur tertiaire domine en 2008, avec 63,3 % des actifs. Le secteur primaire emploie 3,5 % des actifs, et le secteur secondaire 33,2 % des actifs. La commune est principalement dépendante du tourisme, en particulier de son domaine skiable. En outre, les résidences secondaires, constituant une importante source du revenu pour Gryon, rapportent d'environ 1,5 million CHF à la commune chaque année. En 2000, 53 habitants d'autres communes venaient travailler à Gryon, tandis que 256 habitants de Gryon travaillaient dans une autre commune. En termes du revenu, le revenu imposable moyen d'un gryonnais en 2015 était de 32 000 francs suisses.

### Domaine skiable
Le domaine skiable de Gryon est relié par les pistes au domaine voisin de Villars-sur-Ollon. Les stations de Gryon sont opérées par Télé-Villars-Gryon-Diablerets SA (TVGD) qui offre plus de 112 km de pistes pour tout le domaine skiable Villars-Gryon-Diablerets-Glacier 3000.

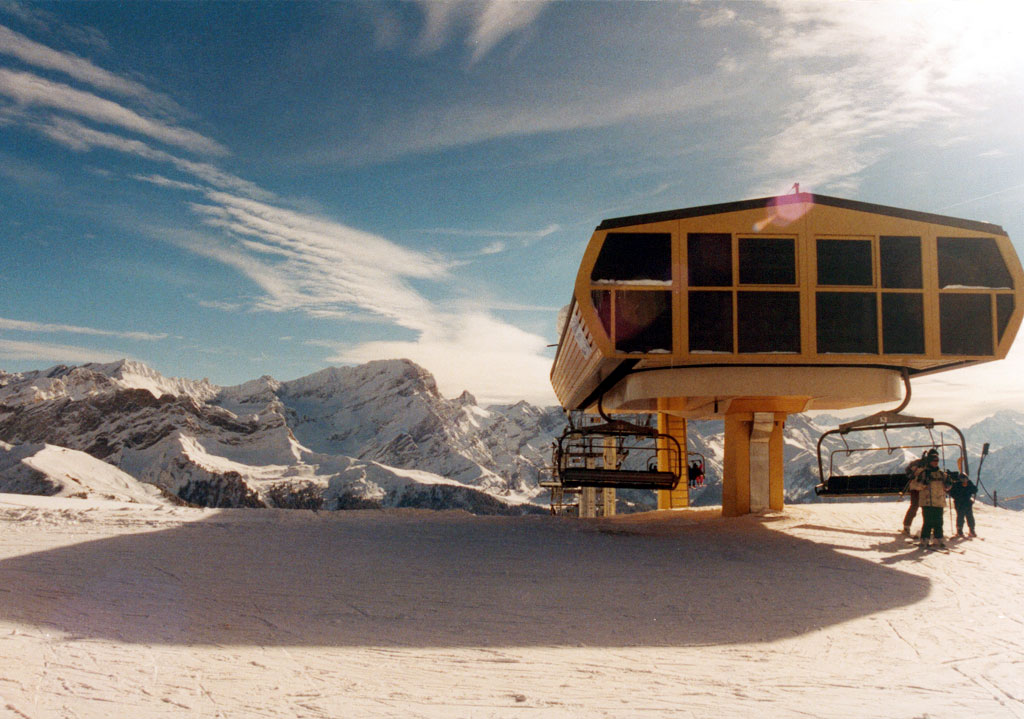
La Rasse-Chaux Ronde (TVGD).

## Patrimoine bâti
La chapelle Saint-Jean, citée dès le XIIIe siècle est devenue temple. Les murs et le clocher à flèche de pierre ont échappé au feu qui ravage le village et son alpage de Taveyanne, le 13 juillet 1719. Ces deux sinistres simultanés laissent à penser à la thèse de l’incendie criminel. Église partiellement reconstruite en 1722-1724. 

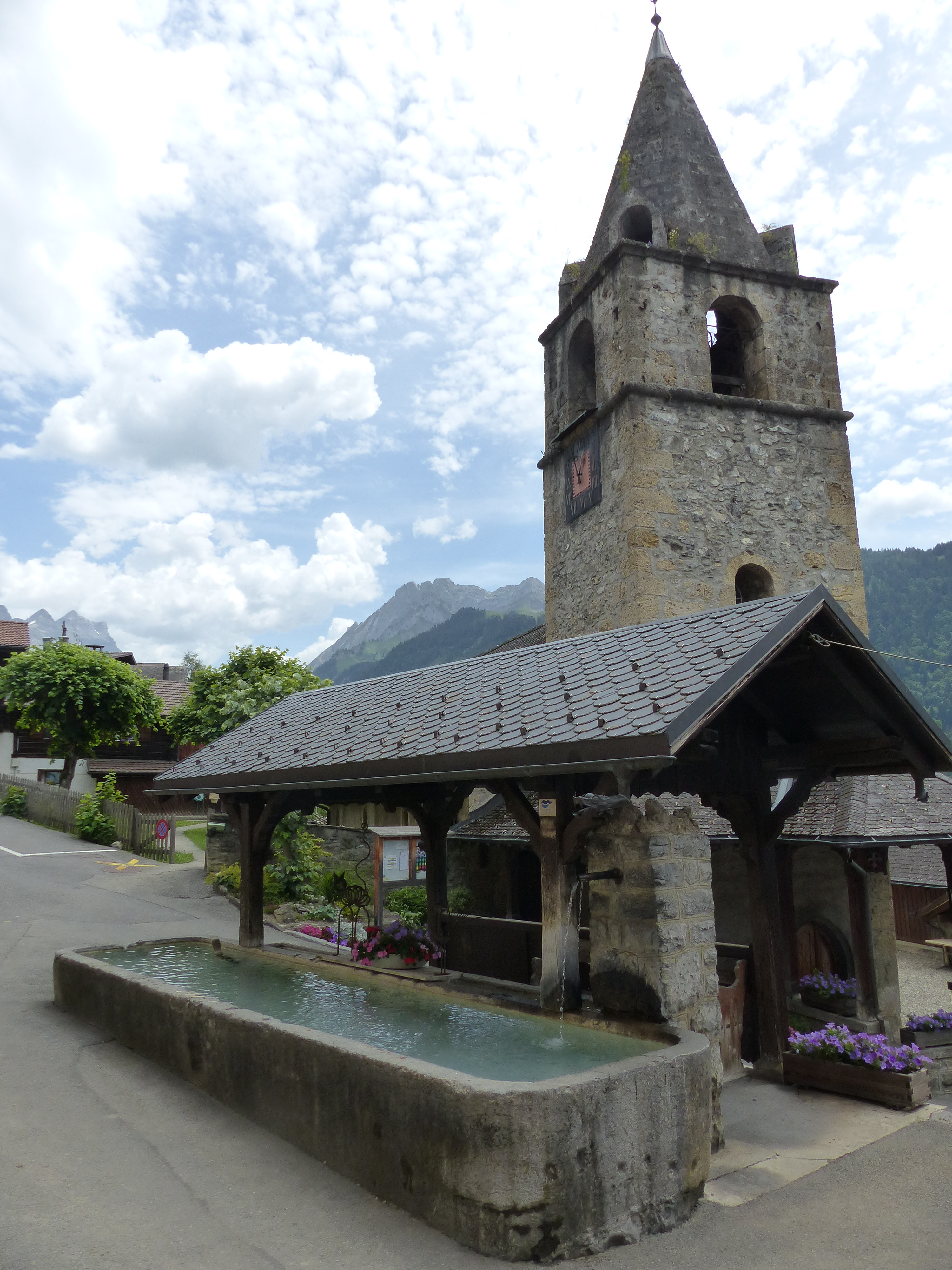
Église protestante de Gryon.

La chapelle catholique romaine Saint-François (Avenue de la Gare) a été bâtie en 1960 par l’architecte Rolf Borel 46° 16′ 27″ N, 7° 03′ 43″ E.